# Liste der Bützower Bürgermeister

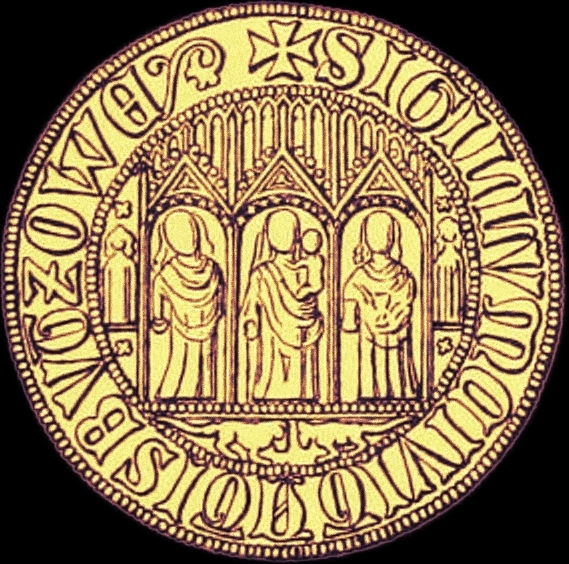
Bützower Stadtsiegel aus dem 14. Jahrhundert

Liste der Bürgermeister von Bützow führt alle bekannten Ratsherren und Bürgermeister der Stadt Bützow auf.

## Geschichte der Bürgermeister in Bützow ab dem 13. Jahrhundert
In dieser Zeit übernahmen die Ratsherren die Aufgaben des Bürgermeisters, da es noch keinen Bürgermeister als solchen gab.
Bützow besaß im Jahre 1299 die erste erwähnte Ratsverfassung, Ratsherren sind aus dem Jahre 1321 bekannt: Detmarus Faber, Willekynus Boghel (Bögel), Reynoldus de Bornit (Bernitt), Gotfridus de Warnowe, Rughe Arnolt, Albertus Scorsowe (Schorssow), Hinricus Pape und Hinricus Scone (Schöne), die als Zeugen eine Urkunde unterzeichneten. 
1362 gehörten Nicolaus Smyth (Schmidt) und Johann Snyder (Schneider), 1376 Bernardo Glambeke und Heynone Bliseke dem Rat an. Außerdem war ein vereidigter Stadtschreiber tätig, dessen Name – Hinrico Cruse – aus dem gleichen Jahr überliefert ist. Im Verlauf des 14. Jahrhunderts wird, wahrscheinlich bedingt durch das Wachstum der Stadt und die Zunahme der Aufgaben, die Stelle eines zweiten Bürgermeisters geschaffen, der auch als „jüngerer“ Bürgermeister bezeichnet wird. 
Erstmals sind 1414 zwei Amtsinhaber urkundlich erwähnt: sie hießen Gerhardus Gantschow und Reimar Vigent, und ihnen zur Seite standen Johann Barckow, Borchard Krummendorp, Harmen Lubbezin, Hinrich Zepelin, Hans Gerven und Marckward Zepelin. Je zwei Ratsherren waren für verschiedene Aufgaben verantwortlich. Während der Vorsitz „das Wort“ bei den Ratsämtern jährlich wechselte, traf das für den Bürgermeister nicht zu. Hier galt die Regel: überlebt der „jüngste“ Bürgermeister den „älteren“, ist er „allezeit der worthabende und dirigierende Bürgermeister“ gewesen. Umfangreichere Nachrichten über Bürgermeister der Stadt Bützow enthalten die im Stadtarchiv und dem Landeshauptarchiv Schwerin liegenden Akten erst ab der Mitte des 16. Jahrhunderts.

## Bützower Bürgermeister ab dem 16. Jahrhundert (unvollständig)
Quellen: Schmidtbauer, Barnewitz

### 16. Jahrhundert

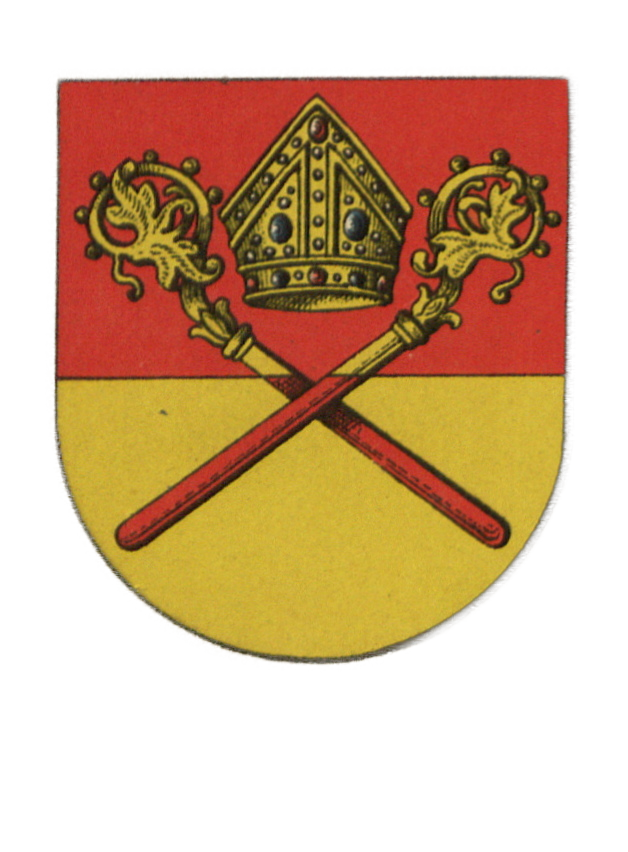
Wappen der Stadt Bützow

Es amtierten gemeinsam ältester („regierender“) und jüngster Bürgermeister.
| Amtszeit  | Name                                                                                               |
| --------- | -------------------------------------------------------------------------------------------------- |
| 0vor 1578 | Hanns Kock                                                                                         |
| 0vor 1578 | Hanns Borchwarth                                                                                   |
| 0vor 1578 | Hanns Brünn                                                                                        |
| 0vor 1578 | Hans Möller                                                                                        |
| 0vor 1578 | Carsten Scharff                                                                                    |
| 0bis 1578 | Hanns Karsten ältester                                                                             |
| 0bis 1596 | Peter Rittorf jüngster                                                                             |
| 0bis 1597 | Georg Milbecke ältester                                                                            |
| 1596–1606 | Albrecht vom Hagen jüngster                                                                        |
| 1597–1604 | Jochim Scharff ältester                                                                            |
| 1604–1634 | Martin Martens ältester, Chirurg                                                                   |
| 1606–1616 | Georg Friedrich jüngster, Jurist                                                                   |
| 1616–1630 | Hans vom Sehe jüngster                                                                             |
| 1630–1634 | Peter Schönfeld ältester                                                                           |
| 1634–1657 | Petrus Strauss ältester, Apotheker                                                                 |
| 1638–1641 | Martin Witte jüngster                                                                              |
| 1641–1665 | Johannes Schütte jüngster                                                                          |
| 1638–1641 | Gabriel Hellburth ältester                                                                         |
| 1638–1641 | Christian Statius jüngster, Jurist                                                                 |
| 01677     | Zwangsverwaltung der Stadt Bützow durch den Landmarschall von Plüschow als herzoglicher Kommissar. |
| 01678     | Begnadigung durch Christian Ludwig I., Herzog zu Mecklenburg                                       |
| 1678–1699 | Martin Burghardt ältester, Amtsschreiber                                                           |
| 1678–1684 | Paschasius Baake jüngster, Apotheker                                                               |
| 1685–1704 | Andreas Schröder jüngster, Theologe                                                                |
| 1699–1700 | Samuel Friedrich Gantzel ältester, Jurist                                                          |

### 17. Jahrhundert
| Amtszeit            | Name |
| ------------------- | --- |
| 1703–1719           | Johann Oldenburg ältester, Küchenmeister                                                                                   |
| 1685–1704 1705–1707 | Johann Christoph Gerber jüngster, Notar                                                                                    |
| 1708–1718           | Jacob Sigismund Sukow jüngster, Notar                                                                                      |
| 1703–1719           | Johann Heinrich Nemeitz ältester, Apotheker                                                                                |
| 1729–1749           | Lorenz Friedrich Zander ältester, Apotheker                                                                                |
| 1740–1777           | Jochim Daniel Odewahn jüngster, Handelsmann                                                                                |
| 1749–1768           | Johann Heinrich Pritzbuger ältester, Jurist                                                                                |
| 0Ab 1760            | Zusammenlegung des Amtes des Stadtrichters und Bürgermeister, Notwendigkeit der juristischen Vorbildung der Bürgermeister. |
| 1769–1776           | Johann Christian Klentz, Notar                                                                                             |
| 1776–1785           | Christian Hinrich Spalding, Jurist                                                                                         |
| 1785–1795           | Dr. jur. Christian Heinrich Hane, Jurist                                                                                   |
| {1795–1798          | August Gottlieb Hermann Ehlers, Advokat und Hofrat                                                                         |

### 18. bis 21. Jahrhundert
| Amtszeit   | Name                                                                                           |
| ---------- | ---------------------------------------------------------------------------------------------- |
| 1798–1836  | Friedrich Wilhelm Georg Ackermann, Advokat und Hofrat                                          |
| 1837–1879  | Heinrich Friedrich Wilhelm Paschen, Advokat und Hofrat. (Siehe: Biografie des Wilhelm Paschen) |
| 1879–1919  | Franz Friedrich Paschen, ab 1882 Syndicus am Klosteramtsgericht in Dobbertin                   |
| 1920–1933  | Dr. jur. Martin Herbert Börner, Jurist                                                         |
| 1933–1938  | Gottfried Kreienbrink, (NSDAP), Gerichtsassessor                                               |
| 1938–1945  | Max Müller, (NSDAP), Zahnarzt                                                                  |
| 1945–1945  | Walter Plambeck, (Amtszeit vom 08.05. – 12.06.1945)                                            |
| 1945–1946  | Max Frenzel, Bücherrevisor, (Amtszeit vom 12. Juni 1945 – März 1946)                           |
| 1946–1950  | Paul Niemann, (KPD), (Amtszeit vom März 1946 – Dezember 1950)                                  |
| 1951–1952  | Albert Grabbe, (SED), Buchdrucker                                                              |
| 1952–1961  | Herbert Gründler, (SED), Telegrafen-Bauarbeiter                                                |
| 1961–1965  | Hans Tolzin, (SED), Industriekaufmann                                                          |
| 1965–1976  | Lutz Dietrich Müller, (SED)                                                                    |
| 1976–1985  | David Krämer, (SED)                                                                            |
| 1985–2010  | Lothar Stroppe, (SED), ab 1990 Unabhängige Bützower Bürger (UBB)                               |
| 2010–2014  | Sebastian Constien (SPD)                                                                       |
| 0seit 2014 | Christian Grüschow (parteilos)                                                                 |